# Aapo Rapi
Aapo Rapi (né en 1976) est un auteur de bande dessinée finlandais.

## Publications

### Traductions en français
- Pullapoika : L'Aventure révolutionnaire d'un garçon bonne pâte  (trad. du finnois par Kirsi Kinnunen), Montreuil, Rackham, 2008, 69 p. (ISBN 978-2-87827-118-8)[1].
- Meti  (trad. du finnois par Kirsi Kinnunen), Montreuil, Rackham, 2010 (ISBN 978-2-87827-133-1). Sélection officielle du festival d'Angoulême 2011.
- Horreur cosmique  (trad. du finnois, dessin), avec Peppe Koivunen (scénario) (trad. Kirsi Kinnunen), Paris, Rackham, 2012 (ISBN 978-2-87827-190-4)[2].